# 256 a.C.

## Eventos
- 131a olimpíada; Amônio de Alexandria foi o vencedor do estádio. A corrida em potros foi introduzida, e o vencedor foi Hipócrates da Tessália.[1]
- Lúcio Mânlio Vulsão Longino e Quinto Cedício, cônsules romanos. Quinto Cedício morreu no cargo, e em seu lugar foi eleito Marco Atílio Régulo, que ocupou o consulado pela segunda vez.[2]
- Primeira guerra púnica - Roma tenta invadir o território de Cartago no Norte de África. A marinha cartaginense tenta intersectar a frota de transportes mas é derrotada na batalha de Ecnomo. As tropas romanas desembarcam e conseguem uma primeira vitória na batalha de Ádis. Desenrolam-se negociações de paz, que resultam infrutíferas. A guerra continua.

## Mortes
- Quinto Cedício, cônsul romano.[2]